# Work (bài hát của Rihanna)
"Work" là một bài hát của nghệ sĩ thu âm người Barbados Rihanna hợp tác với rapper người Canada Drake nằm trong album phòng thu thứ tám của cô, ANTI (2016). Nó được phát hành như là đĩa đơn đầu tiên trích từ album vào ngày 27 tháng 1 năm 2016 bởi Roc Nation và Westbury Road Entertainment. Bài hát được đồng viết lời bởi hai nghệ sĩ với PartyNextDoor, Allen Ritter, Rupert Thomas, Jr. cũng như Boi-1da, người cũng đồng thời chịu trách nhiệm sản xuất nó với Noah "40" Shebib và Kuk Harrell, bên cạnh việc sử dụng đoạn nhạc mẫu từ tác phẩm năm 1985 của Alexander O'Neal "If You Were Here Tonight", được sáng tác bởi Monte Moir. Đây là một bản dancehall, reggae-pop và R&B mang nội dung đề cập đến việc làm việc để kiếm tiền và bàn luận đến một mối quan hệ mong manh, trong đó kết hợp giữa ngôn ngữ Jamaican Patois bên cạnh tiếng Anh. "Work" đánh dấu sự hợp tác chính thức chính thức giữa Rihanna và Drake, sau "What's My Name?" (2010) và "Take Care" (2011).
"Work" nhận được những phản ứng trái chiều từ các nhà phê bình âm nhạc, trong đó họ đánh giá cao quá trình sáng tác và quyết định quay trở lại dòng nhạc dancehall của Rihanna, nhưng cũng vấp phải một số nghi ngờ trong việc đánh dấu sự trở lại của nữ ca sĩ. Tuy nhiên, bài hát đã gặt hái nhiều giải thưởng và đề cử tại những lễ trao giải lớn, bao gồm hai đề cử giải Grammy cho Thu âm của năm và Trình diễn song tấu hoặc nhóm nhạc pop xuất sắc nhất tại lễ trao giải thường niên lần thứ 59. "Work" cũng tiếp nhận những thành công vượt trội về mặt thương mại, đứng đầu các bảng xếp hạng ở Brazil, Canada, Đan Mạch và Pháp, đồng thời lọt vào top 10 ở nhiều quốc gia khác, bao gồm vươn đến top 5 ở những thị trường lớn như Úc, Đức, Ireland, Ý, Hà Lan, New Zealand, Na Uy, Tây Ban Nha, Thụy Điển và Vương quốc Anh. Tại Hoa Kỳ, nó đạt vị trí số một trên bảng xếp hạng Billboard Hot 100 trong chín tuần liên tiếp, trở thành đĩa đơn quán quân thứ 14 của Rihanna và thứ hai của Drake tại đây.
Hai video ca nhạc khác nhau đã được thực hiện cho "Work", trong đó video đầu tiên được đạo diễn bởi Director X với những cảnh Rihanna và Drake nhảy múa và vui vẻ với nhiều người trong một câu lạc bộ, bên cạnh phiên bản còn lại do Tim Erem thực hiện và bao gồm những cảnh hai nghệ sĩ hát trong một căn phòng. Nó đã nhận được một đề cử tại giải Video âm nhạc của MTV năm 2016 cho Video xuất sắc nhất của nữ ca sĩ và Hợp tác xuất sắc nhất. Để quảng bá bài hát, nữ ca sĩ đã trình diễn nó trên nhiều chương trình truyền hình và lễ trao giải lớn, bao gồm giải Brit năm 2016 (với Drake) và giải Video âm nhạc của MTV năm 2016, cũng như trong nhiều chuyến lưu diễn của cô. Kể từ khi phát hành, "Work" đã được hát lại và sử dụng làm nhạc mẫu bởi nhiều nghệ sĩ, như Lil' Kim, Camila Cabello, DNCE, Conor Maynard và Bart Baker. Tính đến nay, nó đã bán được hơn 12 triệu bản trên toàn cầu, trở thành một trong những đĩa đơn bán chạy nhất mọi thời đại.

## Danh sách bài hát
- Tải kĩ thuật số[1][2]

1. "Work" (hợp tác với Drake) – 3:39

- EP phối lại [3]

1. "Work" (R3hab phối lại) (hợp tác với Drake) – 3:39
2. "Work" (R3hab phối lại mở rộng) (hợp tác với Drake) – 3:59
3. "Work" (R3hab mở rộng không lời) – 3:59
4. "Work" (BURNS' Late Night Rollin phối lại) (hợp tác với Drake) – 3:43
5. "Work" (Bad Royale phối lại) (hợp tác với Drake) (bản chưa kiểm duyệt) – 3:42
6. "Work" (Bad Royale phối lại) (hợp tác với Drake) (bản sạch) – 3:43
7. "Work" (Lost Kings phối lại) (hợp tác với Drake) – 4:19
8. "Work" (Lost Kings phối lại mở rộng) (hợp tác với Drake) – 4:50

## Thành phần thực hiện
Thành phần thực hiện được trích từ ghi chú của Anti, Roc Nation.
Thu âm
- Thu âm tại Westlake Beverly Recording Studios ở Los Angeles, California, Sandra Gale Studios, California và SOTA Studios, Toronto.
- Phối khí tại Studio 306 and SOTA Studios ở Toronto, Canada và Larrabee Studios ở Universal City, California.
- Master tại Sterling Sound Studios ở Thành phố New York, New York.

Thành phần
- Rihanna – giọng hát, viết lời
- Drake – giọng rap, viết lời
- Jahron Brathwaite – viết lời, giọng nền
- Boi-1da – viết lời, sản xuất
- Allen Ritter – viết lời
- Sevn Thomas – viết lời
- Monte Moir – viết lời
- Marcos Tovar – thu âm giọng hát
- Kuk Harrell – thu âm giọng hát, sản xuẩ giọng hát
- Thomas Warren – thu âm giọng hát
- Noel Cadastre – thu âm giọng hát
- Noel "Gadget" Campbell – phối khí
- Noah "40" Shebib – thu âm giọng hát, phối khí
- Manny Marroquin – phối khí
- Chris Gehringer – master

## Xếp hạng
| Bảng xếp hạng (2016)                      | Vị trí cao nhất |
| ----------------------------------------- | --------------- |
| Úc (ARIA)                                 | 5               |
| Áo (Ö3 Austria Top 40)                    | 14              |
| Bỉ (Ultratop 50 Flanders)                 | 6               |
| Bỉ (Ultratop 50 Wallonia)                 | 1               |
| Brazil (Billboard Brasil Hot 100)         | 1               |
| Canada (Canadian Hot 100)                 | 1               |
| Colombia (National-Report)                | 4               |
| Cộng hòa Séc (Singles Digitál Top 100)    | 3               |
| Đan Mạch (Tracklisten)                    | 1               |
| Phần Lan (Suomen virallinen lista)        | 10              |
| Pháp (SNEP)                               | 1               |
| Đức (Official German Charts)              | 5               |
| Hungary (Rádiós Top 40)                   | 37              |
| Hungary (Single Top 40)                   | 7               |
| Ireland (IRMA)                            | 2               |
| Israel (Media Forest)                     | 7               |
| Ý (FIMI)                                  | 5               |
| Nhật Bản (Japan Hot 100)                  | 42              |
| Mexico Phát thanh (Billboard)             | 2               |
| Hà Lan (Dutch Top 40)                     | 2               |
| Hà Lan (Single Top 100)                   | 1               |
| New Zealand (Recorded Music NZ)           | 2               |
| Na Uy (VG-lista)                          | 4               |
| Ba Lan (Polish Airplay Top 100)           | 52              |
| Bồ Đào Nha (AFP)                          | 1               |
| Scotland (OCC)                            | 5               |
| Slovakia (Singles Digitál Top 100)        | 1               |
| Nam Phi (EMA)                             | 1               |
| Hàn Quốc (Gaon International Singles)     | 26              |
| Tây Ban Nha (PROMUSICAE)                  | 2               |
| Thụy Điển (Sverigetopplistan)             | 2               |
| Thụy Sĩ (Schweizer Hitparade)             | 9               |
| Anh Quốc (OCC)                            | 2               |
| Hoa Kỳ Billboard Hot 100                  | 1               |
| Hoa Kỳ Dance Club Songs (Billboard)       | 1               |
| Hoa Kỳ Dance/Mix Show Airplay (Billboard) | 2               |
| Hoa Kỳ Hot R&B/Hip-Hop Songs (Billboard)  | 1               |
| Hoa Kỳ Pop Airplay (Billboard)            | 8               |
| Hoa Kỳ Rhythmic (Billboard)               | 1               |

| Bảng xếp hạng (2016)                      | Vị trí |
| ----------------------------------------- | ------ |
| Argentina (Monitor Latino)                | 69     |
| Australia (ARIA)                          | 40     |
| Belgium (Ultratop 50 Flanders)            | 39     |
| Belgium (Ultratop 50 Wallonia)            | 36     |
| Brazil (Billboard Brasil Hot 100)         | 10     |
| Canada (Canadian Hot 100)                 | 13     |
| Colombia English (National-Report)        | 3      |
| Denmark (Tracklisten)                     | 22     |
| France (SNEP)                             | 20     |
| Germany (Official German Charts)          | 43     |
| Hungary (Single Top 40)                   | 58     |
| Hungary (Stream Top 40)                   | 31     |
| Israel (Media Forest)                     | 41     |
| Italy (FIMI)                              | 28     |
| Netherlands (Dutch Top 40)                | 43     |
| Netherlands (Single Top 100)              | 16     |
| New Zealand (Recorded Music NZ)           | 18     |
| South Korea (Gaon International Singles)  | 48     |
| Spain (PROMUSICAE)                        | 20     |
| Sweden (Sverigetopplistan)                | 19     |
| Switzerland (Schweizer Hitparade)         | 39     |
| UK Singles (Official Charts Company)      | 9      |
| US Billboard Hot 100                      | 4      |
| US Hot Dance Club Songs (Billboard)       | 18     |
| US Hot Dance/Mix Show Airplay (Billboard) | 36     |
| US Hot R&B/Hip-Hop Songs (Billboard)      | 3      |
| US Pop Songs (Billboard)                  | 43     |
| US Rhythmic (Billboard)                   | 5      |
| Worldwide (IFPI)                          | 6      |
| Bảng xếp hạng (2017)                      | Vị trí |
| Argentina (Monitor Latino)                | 89     |

| Bảng xếp hạng                        | Vị trí |
| ------------------------------------ | ------ |
| UK Singles (Official Charts Company) | 138    |
| US Billboard Hot 100                 | 308    |

## Chứng nhận
| Quốc gia | Chứng nhận  | Số đơn vị/doanh số chứng nhận |
| --- | ----------- | ----------------------------- |
| Úc (ARIA) | 2× Bạch kim | 140.000‡                      |
| Bỉ (BEA) | Bạch kim    | 20.000‡                       |
| Canada (Music Canada) | Bạch kim    | 0*                            |
| Đan Mạch (IFPI Đan Mạch) | 2× Bạch kim | 180.000‡                      |
| Pháp (SNEP) | Kim cương   | 233.333‡                      |
| Đức (BVMI) | Bạch kim    | 300.000‡                      |
| Ý (FIMI) | 3× Bạch kim | 150.000‡                      |
| New Zealand (RMNZ) | 2× Bạch kim | 30.000*                       |
| Ba Lan (ZPAV) | Bạch kim    | 20.000‡                       |
| Hàn Quốc (Gaon Chart) | —           | 358,665                       |
| Tây Ban Nha (PROMUSICAE) | 2× Bạch kim | 80.000‡                       |
| Thụy Điển (GLF) | 4× Bạch kim | 80.000‡                       |
| Anh Quốc (BPI) | 2× Bạch kim | 1.200.000‡                    |
| Hoa Kỳ (RIAA) | 7× Bạch kim | 7.000.000‡                    |
| * Chứng nhận dựa theo doanh số tiêu thụ. ^ Chứng nhận dựa theo doanh số nhập hàng. ‡ Chứng nhận dựa theo doanh số tiêu thụ và phát trực tuyến. |             |                               |

## Lịch sử phát hành
| Quốc gia       | Ngày             | Định dạng               | Hãng đĩa                 | Nguồn   |
| -------------- | ---------------- | ----------------------- | ------------------------ | ------- |
| Úc             | 27 tháng 1, 2016 | Tải kĩ thuật sô         | Roc Nation Westbury Road | [ 90 ]  |
| Brazil         | 27 tháng 1, 2016 | Tải kĩ thuật sô         | Roc Nation Westbury Road | [ 91 ]  |
| Canada         | 27 tháng 1, 2016 | Tải kĩ thuật sô         | Roc Nation Westbury Road | [ 92 ]  |
| Pháp           | 27 tháng 1, 2016 | Tải kĩ thuật sô         | Roc Nation Westbury Road | [ 93 ]  |
| Đức            | 27 tháng 1, 2016 | Tải kĩ thuật sô         | Roc Nation Westbury Road | [ 94 ]  |
| Ý              | 27 tháng 1, 2016 | Tải kĩ thuật sô         | Roc Nation Westbury Road | [ 95 ]  |
| New Zealand    | 27 tháng 1, 2016 | Tải kĩ thuật sô         | Roc Nation Westbury Road | [ 96 ]  |
| Tây Ban Nha    | 27 tháng 1, 2016 | Tải kĩ thuật sô         | Roc Nation Westbury Road | [ 97 ]  |
| Hoa Kỳ         | 27 tháng 1, 2016 | Tải kĩ thuật sô         | Roc Nation Westbury Road | [ 1 ]   |
| Vương quốc Anh | 27 tháng 1, 2016 | Tải kĩ thuật sô         | Roc Nation Westbury Road | [ 98 ]  |
| Ý              | 29 tháng 1, 2016 | Contemporary hit radio  | Roc Nation Westbury Road | [ 99 ]  |
| Hoa Kỳ         | 18 tháng 3, 2016 | Streaming (EP phối lại) | Roc Nation Westbury Road | [ 100 ] |